# Johann Gottfried Jentzsch
Johann Moritz Gottfried Jentzsch (* 5. Oktober 1759 in Hinterjessen bei Pirna; † 16. Februar 1826 in Dresden) war ein deutscher Landschaftsmaler, Zeichner und Kupferstecher.

## Leben

### Familie
Johann Gottfried Jentzsch stammte aus ärmlichen Verhältnissen; seine Eltern betrieben Fischfang und waren Kleinstbauern.
Er heiratete am 5. Februar 1805 die jüngste Tochter von Heinrich Gottlob Franz († 1808) Archidiakon in Schleiz; seine Ehefrau verstarb allerdings bereits am 16. September 1812.

### Werdegang
Johann Gottfried Jentzsch besuchte die Schule und entwickelte bereits im Kindesalter ein zeichnerisches Talent; seine Zeichnungen der Felspartien, von Bäumen und Waldstücken verrieten seine Veranlagung zur Perspektiv-Malerei.
In Meißen erhielt er für die dortige Porzellanfabrik eine zeichnerische Ausbildung in Landschaftsmalerei, nachdem er sich mit einigen seiner Probearbeiten vorgestellt hatte und als Schüler aufgenommen worden war.
Nach seiner Ausbildung nutzte er, während seiner Tätigkeit für die Porzellanfabrik, die Nebenstunden sowie die Sonn- und Feiertage, um Architektur, Perspektive und die Kunst des Kupferstechens zu studieren und entwarf verschiedene Risse und Zeichnungen von Privat- und öffentlichen Gebäuden, von denen später auch mehrere ausgeführt wurden.
Als Kupferstecher begann er 1789 in Aberlischer Manier Zeichnungen aus der Sächsischen Schweiz zu bearbeiten und herauszugeben; diese Arbeiten machten ihn außerhalb Meißens so bekannt, dass er Bestellungen und Aufträge unter anderem aus Wien, Berlin, München, Nürnberg, Augsburg, Frankfurt am Main und Leipzig erhielt.
1797 wurde er durch den damaligen Direktor der Porzellanfabrik, Graf Camillo Marcolini und den Freiherrn Joseph Friedrich von Racknitz, als Chef des Königlichen Hoftheaters Dresden, dorthin berufen, um im Hoftheater die erste Dekoration zu einer Oper als einen Versuch zu malen. Eine weitere erfolgreiche Probe seiner Fähigkeiten beendete er am 8. März 1798 mit einem Bühnenprospekt zum Opferfest (siehe auch Fastenzeit), das eine peruanische Gegend darstellte.
Nachdem er eine weitere Probe am 5. Juni 1799 für die Oper Camilla vollendet hatte, erhielt er vom Grafen Marcolini das Versprechen, ihn nach Italien reisen zu lassen; bis zu seiner Rückreise am 5. Oktober 1799 nach Meißen, hielt er sich dann zum Studium der Kunstschätze in Dresden auf. Weitere Arbeiten für das Hoftheater erledigte er in der Zeit vom 25. Dezember 1799 bis zum 7. Juni 1800; in dieser Zeit erhielt er am 1. Mai die Mitteilung, dass er als kurfürstlicher Hoftheatermaler mit Gehalt und freier Wohnung an das Hoftheater berufen wurde.
Gemeinsam mit dem Bildhauer Franz Pettrich und dem Maler Traugott Leberecht Pochmann, dem Bildhauer Christian Gottlieb Kühn und dem Kupferstecher Philipp Veith trat er am 21. April 1802 seine Reise nach Italien an. Sie reisten über Wien, Triest, Venedig, Bologna, Ferrara und Ancona nach Rom und kamen am 1. Juni 1802 dort an; er nutzte an allen Orten die Möglichkeit, um Sehenswürdigkeiten in den Galerien, Theatern, Kirchen und Bibliotheken zu besichtigen. In Rom machte er unter anderem die Bekanntschaft mit der Schweizer Malerin Angelika Kauffmann und hielt sich drei Wochen lang in Tivoli auf, um Bilder der dortigen Umgebung zu fertigen. Vom 9. Oktober bis zum 25. Oktober 1802 war er in Neapel, bevor er wieder nach Rom und darauf am 7. Juli 1803 nach Dresden zurückkehrte.
1809 wurde er, neben seiner Tätigkeit als Hoftheatermaler, Lehrer der Perspektive und Architektur an der Königlichen Akademie der Künste (heute Hochschule für Bildende Künste Dresden) in Dresden. Zu seinen Schülern gehörten unter anderem Otto Wagner, Otto von Wolframsdorf und Woldemar Hermann.
Am 12. Februar 1826 war er, unter Beibehaltung seines vollen Gehalts, in den Ruhestand versetzt worden, verstarb aber bereits kurz darauf.

Werke (Auswahl)
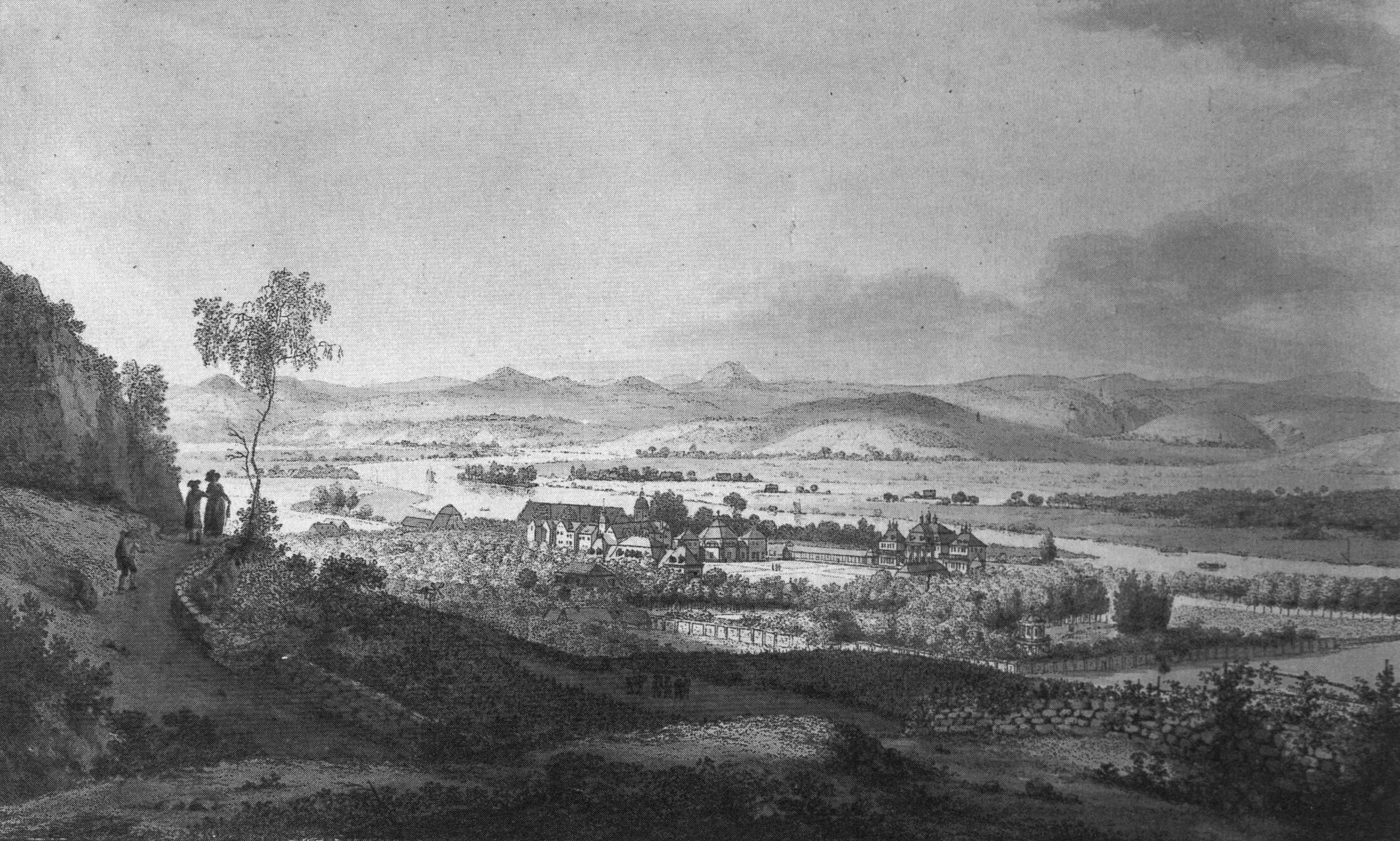
Ansicht des Schlosses Pillnitz mit Englischem Garten
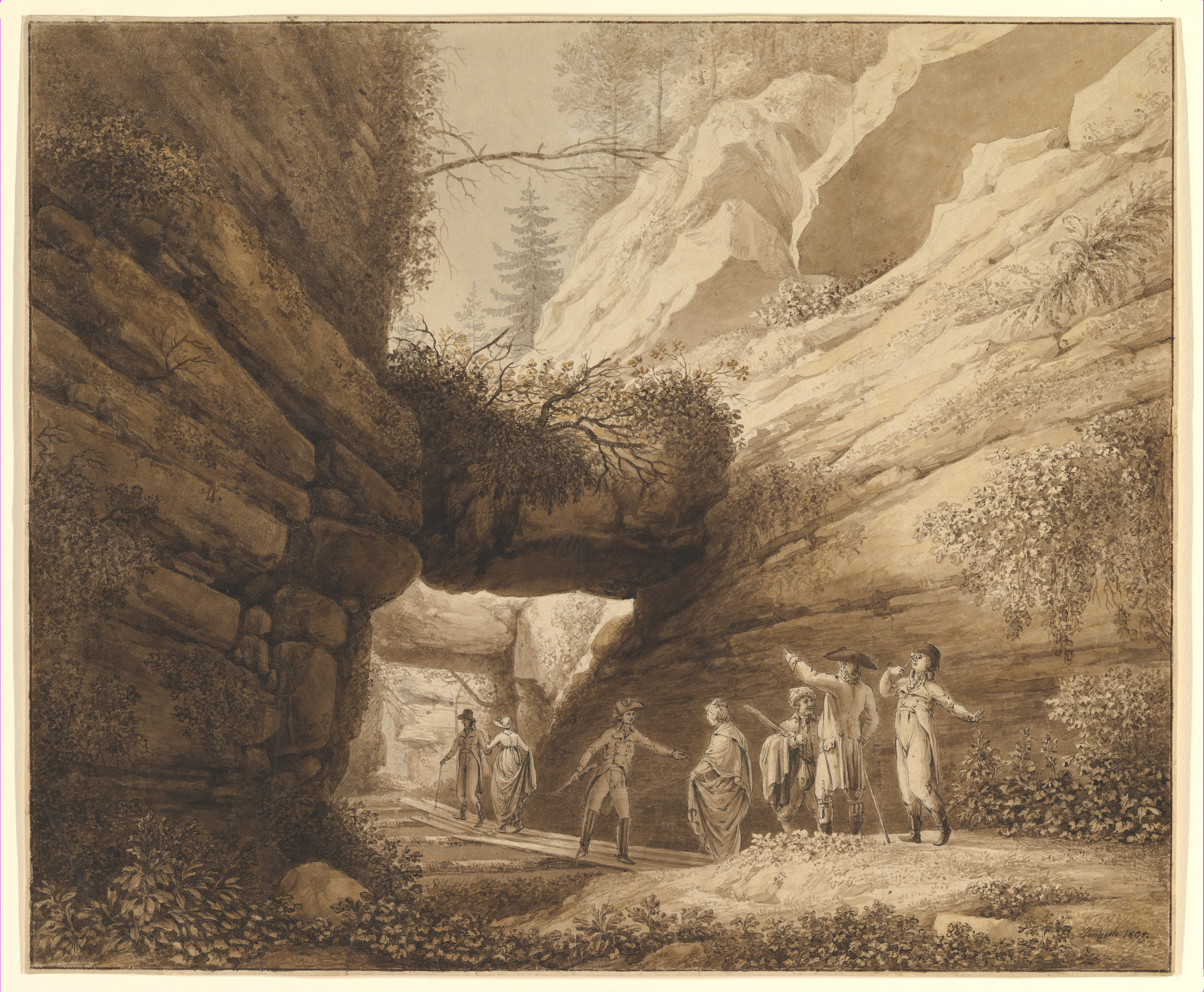
Reisende am Felsenbogen im Elbsandsteingebirge
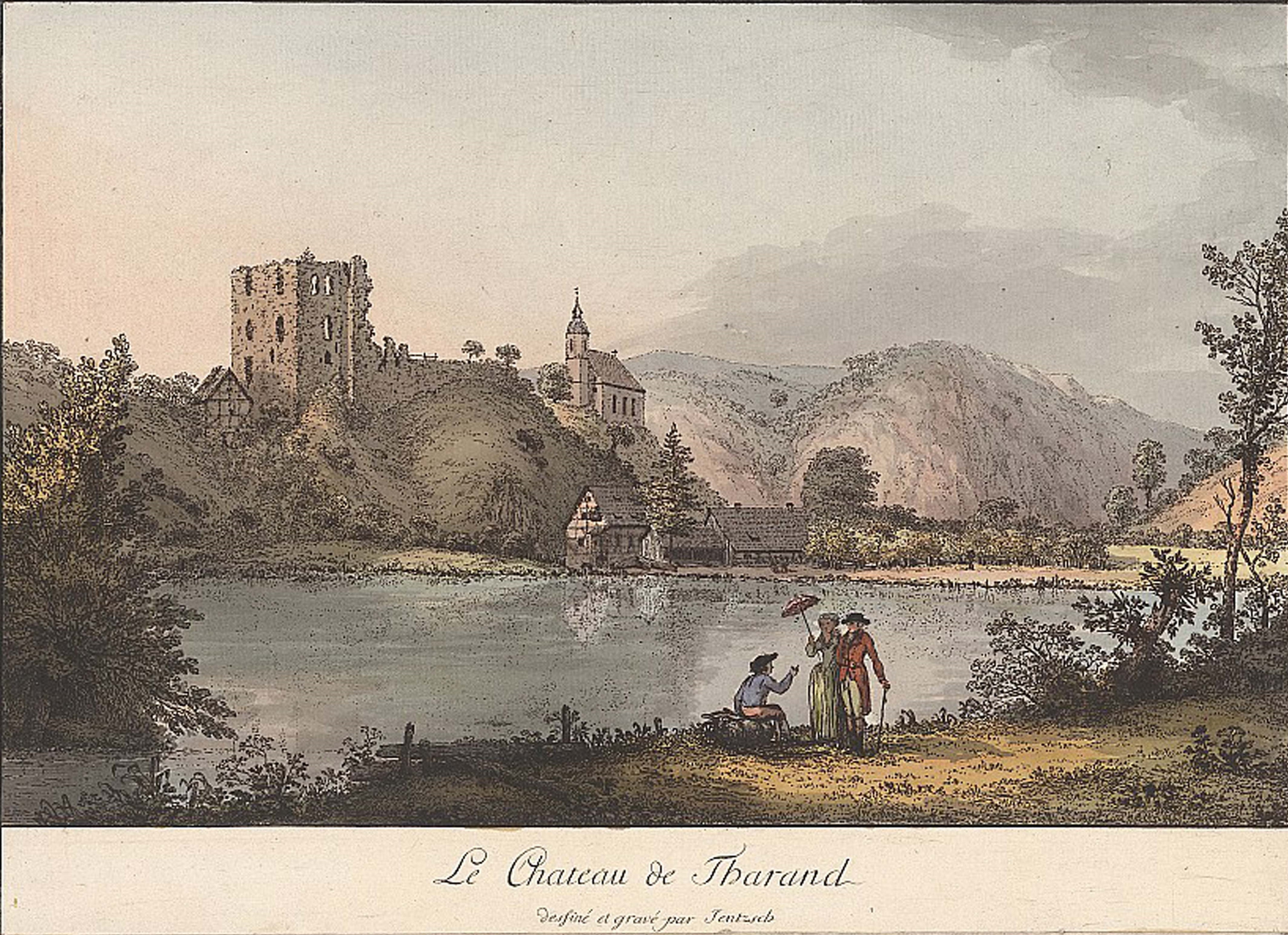
Burg Tharandt, altkolorierter Umrisskupferstich, um 1800
Urnersee in der Schweiz mit der Tellskapelle und dem Dorf Brunnen
Reisende am Gotthardpass
Airolo am Gotthardpass
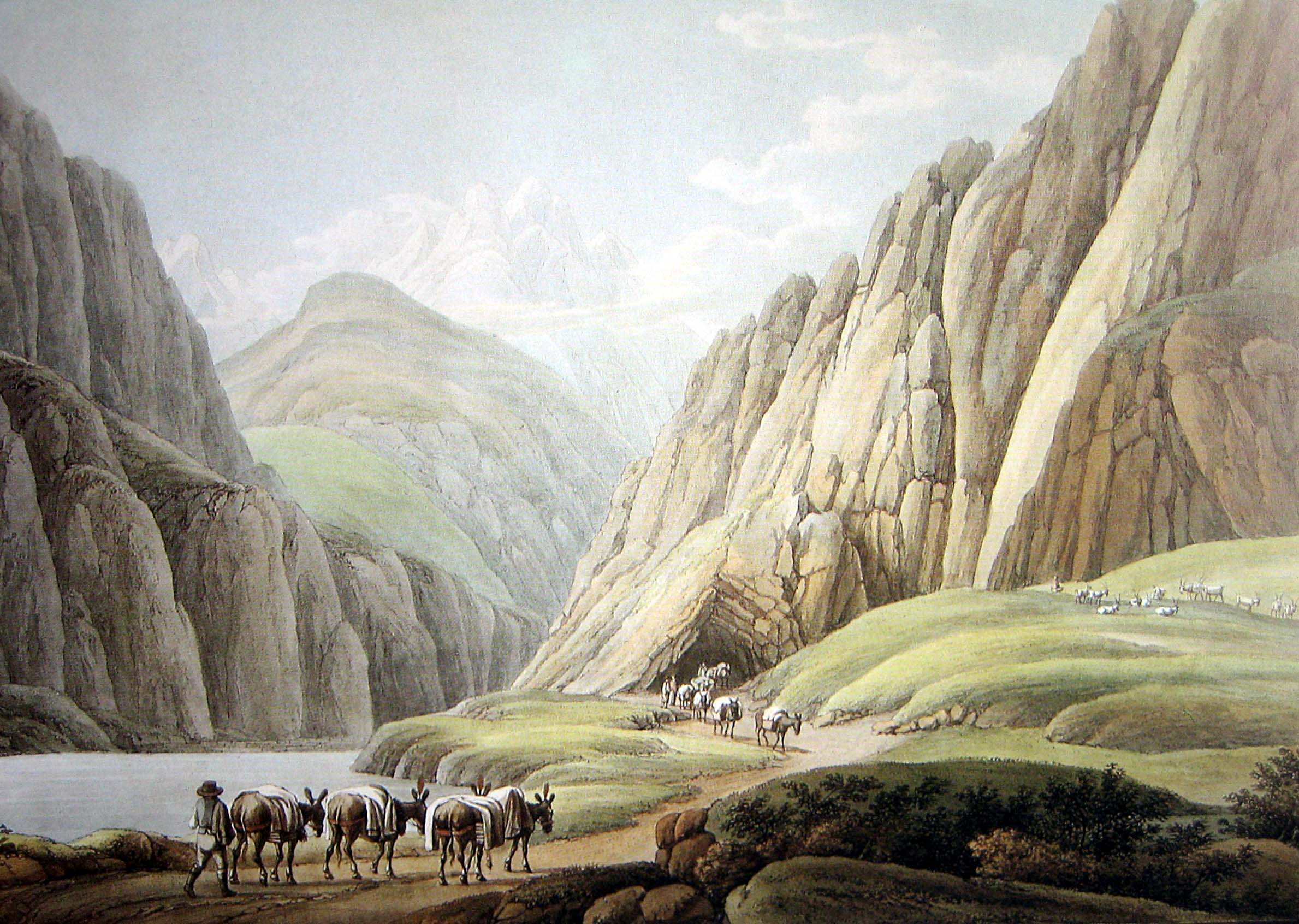
Beim Urnerloch, 1790

## Mitgliedschaften
1824 ernannte Johann Gottfried Jentzsch der König Friedrich August I. zum Wirklichen Mitglied der Kunstakademie.